# 海霧 (2020年電影)
《海霧》（英語：Abyssal Spider）是一部於2020年9月11日上映的臺灣災難驚悚片，由錢人豪執導，王陽明、鄭人碩及柯佳嬿領銜主演。劇情描述遠洋漁船上接連發生怪事，導致多人離奇身亡，餘下成員合作對抗危機的過程。

## 劇情
大海是神秘的，它孕育了生命，也藏著許多未知事物；而人們尚未警覺，不斷用文明摧毀自然，將受到大自然的反撲。救難隊員阿傑（王陽明飾）跟同伴在狂風暴雨中救援一艘觸礁油輪，卻遇到頑抗不願放棄的船長，同時一個黑影從深海出沒，把所有人都拖進海裡，倖存的阿傑從此背負著同僚死亡的陰影，變得頹廢喪志。多年後，阿傑克服陰影再次登上漁船，卻遭受船員阿泰（鄭人碩飾）、副船長阿丁（李李仁飾）等人不斷挑釁。某天，眾人救起因遊艇翻覆落海的小菁（柯佳嬿飾），船上因為小菁的闖入產生微妙變化，船上開始意外頻傳，有人落海失蹤、有人意外死亡，食物跟飲水更遭到破壞；船艙因為空間壓迫，空氣跟食物的匱乏，人們開始鼓噪驚惶失措，從互相扶持變成自相猜疑。

## 演員
| 演員   | 角色     | 备注                                                 |
| 王陽明 | 阿傑     | 前救難隊員，因救難事故離職成為船員，船長漢叔之女婿   |
| 鄭人碩 | 阿泰     | 船員，前救難隊員，因救難事故而不諒解阿傑             |
| 柯佳嬿 | 小菁     | 落海被救起的女子，調查核污染事件的記者               |
| 李李仁 | 阿丁     | 副船長，執著賺大錢而結夥船員鋌而走險                 |
| 連凱   | 漢叔     | 船長，阿傑的岳父                                     |
| 李康生 | 貨船船長 | 五年前救難事故船長                                   |
| 王心恬 | 阿丁女友 | 上船前和阿丁爭吵                                     |
| 謝沛恩 | 小兔     | 廚師，輪機長的姪女，為避女人不宜上船的傳統而女扮男裝 |
| 九孔   | 孔叔     | 輪機長                                               |
| 春風   | 仲尼     | 船員                                                 |
| 儲榢逸 | 小白     | 廚工，遭船員霸凌而…                                  |

## 外部連結
- Yahoo奇摩電影上《海霧》的資料（繁體中文）
- 海霧的Facebook專頁
- 互联网电影数据库（IMDb）上《海霧》的资料（英文）